# Malik Newman
Malik Tidderious Newman (ur. 21 lutego 1997 w Shreveport) – amerykański koszykarz, występujący na pozycji rzucającego obrońcy, obecnie zawodnik Cleveland Charge.
W 2013 zajął czwarte miejsce w turnieju Adidas Nations. Rok później wystąpił w spotkaniach wschodzących gwiazd – McDonald’s All-American, Jordan Brand Classic, Nike Hoop Summit. Został też zaliczony do I składu Parade All-American i USA Today's All-USA, a w 2014 do III składu USA Today's All-USA. Był wybierany kilkukrotnie najlepszym zawodnikiem szkół średnich stanu Missisipi (Mississippi Mr. Basketball – 2013–2015, Mississippi Gatorade Player of the Year – 2014, 2015). Jego szkolna drużyna sięgnęła czterokrotnie po mistrzostwo stanu MHSAA klasy 5A (2012–2015).
W 2018 reprezentował Los Angeles Lakers, podczas rozgrywek letniej ligi NBA, natomiast rok później Cleveland Cavaliers.
9 lutego 2020 zawarł 10-dniową umowę z Cleveland Cavaliers. 29 czerwca dołączył do tureckiego Bursaspor Basketbol.
16 stycznia 2021 został zawodnikiem izraelskiego Ironi Naharijja. 23 października 2021 został zawodnikiem Cleveland Charge. 29 grudnia 2021 podpisał 10-dniowy kontrakt z Cleveland Cavaliers. 8 stycznia 2022 powrócił do składu Cleveland Charge.

## Osiągnięcia
Stan na 8 lutego 2022, na podstawie, o ile nie zaznaczono inaczej.
NCAA
- Uczestnik rozgrywek NCAA Final Four (2018)
- Mistrz:
  - turnieju Big 12 (2018)
  - sezonu zasadniczego Big 12 (2018)
- Most Outstanding Player (MOP=MVP) turnieju Big 12 (2018)[11]
- Najlepszy nowo-przybyły zawodnik Big 12 (2018)
- Zaliczony do:
  - I składu:
    - turnieju Big 12 (2018)
    - najlepszych nowo-przybyłych zawodników Big 12 (2018)

  - składu honorable mention Big 12 (2018 przez Associated Press)

Reprezentacja
- Mistrz:
  - świata U–17 (2014)
  - Ameryki U–16 (2013)
- MVP mistrzostw:
  - świata U–17 (2014)
  - Ameryki U–16 (2013)
- Zaliczony do I składu mistrzostw:
  - świata U–17 (2014)
  - Ameryki U–16 (2013)